# 108-й зенитный ракетный полк
108-й зенитный ракетный Тульский полк (Войсковая часть № 51025) — воинская часть (полк) в составе 32-й дивизии ПВО Вооружённых сил Российской Федерации. Дислоцируется в городе Воронеж (Шилово). Входит в систему противовоздушной обороны Центрального промышленного района (ЦПР) Российской Федерации и города Москвы.

## История
Полк ведёт свою историю от 732-го зенитного артиллерийского полка, который формировался с 9 апреля 1941 года в городе Туле. С началом Великой Отечественной войны полк сыграл большую роль в обороне дальних подступов к Москве и непосредственно в обороне города Тулы. С 1949 года дислоцируется под Воронежем, сначала в Шиловском лесу — лесном массиве, расположенном на правом берегу Воронежского водохранилища, позднее — в Левобережном районе. В связи с 25-летием обороны города Тулы, приказом Министра обороны СССР от 20 сентября 1966 года № 0201 полку было присвоено почётное наименование «Тульский».
В 1999 году полк награждён дипломом Военного Совета Московского округа ВВС и ПВО. С 2002 по начало 2010 года полк был сначала частью сокращённого состава, а затем кадрированным, не нёс боевого дежурства. Примерно раз в два года на полигоне выполнялись боевые стрельбы. В 2004 году завоевал диплом Командования специального назначения.
С 1 декабря 2009 года в связи с реформой Вооружённых Сил РФ и переходом на трёхзвенную систему управления был укомплектован до штата военного времени и стал частью постоянной боевой готовности.
По итогам 2010 учебного года полк завоевал первое место, лучше других отстрелявшись в сентябре на полигоне Телемба. Также регулярно проводятся учения на полигоне Ашулук под Астраханью.
В 2012 году полку было торжественно вручено новое Боевое знамя, геральдику которого специальная комиссия разрабатывала 3 года. На лицевой стороне эмблема с двуглавым орлом, а на оборотной стороне полотнища размещена эмблема полка: перекрещённые серебряные пушки и ракеты. Предыдущее знамя полка — 1943 года с серпом и молотом — отправлено на хранение в музей части.
Полк входит в систему противовоздушной обороны Центрального промышленного района (ЦПР) Российской Федерации и города Москвы. В его задачи входит обеспечение безопасности воздушно-космического пространства на западном стратегическом направлении, на рубеже примерно в 600 км от Москвы, а также прикрытие промышленных объектов Воронежа и воинских частей, расположенных в этом регионе. В том числе авиационной группировки Западного военного округа, дислоцирующегося в городе и Воронежской области.

## Вооружение
На вооружении полка в разные годы стояли ЗРК С-75, С-200 и С-300ПС.

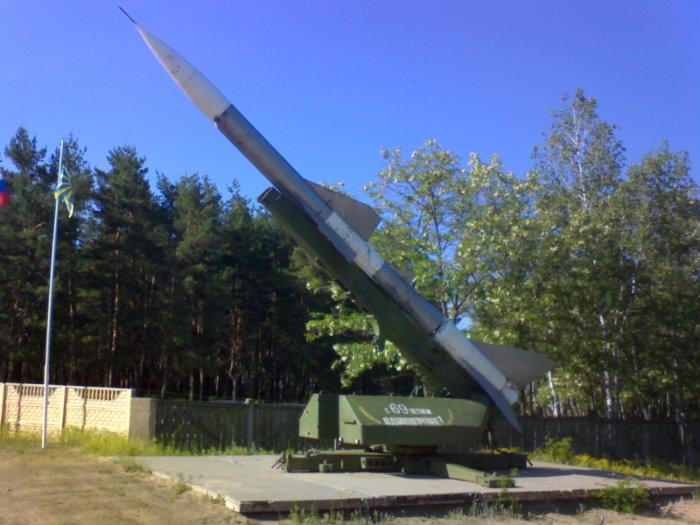
Постамент с С-75 перед входом в бывшее расположение полка в Шиловском лесу.
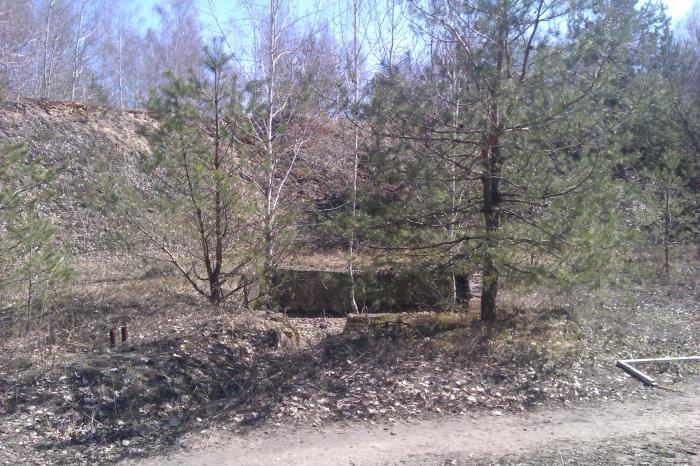
Огневая позиция «Старт-3» 3-го зенитного ракетного дивизиона 108-го зенитного ракетного полка в Шиловском лесу.
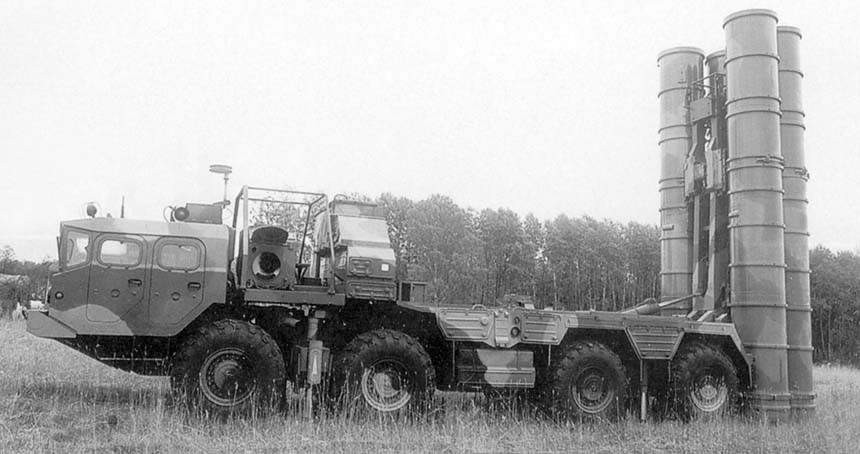
Пусковая установка С-300.

## Награды и наименования
| Награда    | Дата             | За что получена |
| ---------- | ---------------- | --- |
| «Тульский» | 20 сентября 1966 | В связи с 25-летием обороны города Тулы, в целях воспитания личного состава полка на боевых традициях 732-го зенитного артиллерийского полка и укрепления связи трудящихся Тульской области с воинами полка. |

## Музей
В части функционирует музей, в котором представлены знамя, подаренное полку Тульским обкомом ВКП(б) в 1941 году, и различные трофеи: в том числе, обломки сбитой мишени.

## Отличившиеся воины полка
- Волнянский, Григорий Матвеевич (1921—1941) — командир взвода 6-й батареи 732-го зенитного артиллерийского полка. Посмертно награждён орденом Ленина, приказом Министра обороны СССР № 219 от 30 августа 1977 года зачислен навечно в списки первой батареи первого дивизиона. На территории части ему установлен памятник[6].